# ديون (بيريا)
ديون (Δίον) هي مدينة في بيريا في مقاطعة فوريا إلادا في اليونان.
يبلغ عدد سكانها حوالي 1,359 نسمة.